# Таня Шли
Таня Шли (на немски: Tania Schlie) е германска редакторка и писателка, авторка на произведения в жанра любовен роман и исторически роман. Пише и под псевдонимите Грета Хансен (Greta Hansen) и Каролине Бернард (Caroline Bernard).

## Биография и творчество
Таня Шли е родена на 12 януари 1961 г. в Хамбург, Германия. Прекарва ранното си детство край Балтийско море. След завършване на гимназията завършва немска филология и политически науки в Хамбург и Париж. След дипломирането си работи в продължение на 10 години като редактор при съставяне на антологии в издателство в Хамбург, а по-късно като журналист.
Първият ѝ роман „Die Spur des Medaillons“ (Пътят на медальона) е публикуван през 2002 г.
През 2011 г. е публикуван първия ѝ исторически роман „Zwischen uns der Ozean“ (Между нас е океана) под псевдонима Грета Хансен.
През 2016 г. с романа „Рандеву в „Кафе дьо Флор“ участва в тематичната поредица „Смели жени между изкуството и любовта“ под псевдонима Каролине Бернард. Младата Виан мечтае да стане ботаничка и напуска френската провинция, за да отиде в Париж, където е и голямата ѝ живота – английският художник Дейвид. А 85 години по-късно друга млада жена ще тръгне по следите ѝ, за да разкрие дълбоко пазена семейна тайна.
Член е на Асоциацията на писателите на любовни романи на Германия и на организацията „Soroptimist International“, която се стреми да подобри живота на работещите жени.
Таня Шли живее със семейството си в Глюкщат на Елба.

## Произведения

### Като Таня Шли
- Die Spur des Medaillons (2002)
- Elsas Erbe (2005)
- Eine Liebe in der Provence (2005)
- Liebesdinge (2007) – с Катрин Траоре
- Das Freundinnenbuch (2009)
- Frauen am Meer (2011)
- Frauen im Garten (2011)
- Hurra, endlich 50 (2013) – с Катрин Траоре и Стефани Вавер
- Wo Frauen ihre Bücher schreiben (2014)
- Eine Liebe in der Provence (2015)
- Schreibende Paare (2016)
- Glück Stadt im Fluss: von Menschen, Bauten und Natur – von Schiffen, Festen und Kultur (2016)

### Като Грета Хансен
- Zwischen uns der Ozean (2011)
- Auf der Suche nach dir (2012)
- Eine Liebe in der Normandie (2013)
- Die Jahre ohne dich (2015)

### Като Каролине Бернард

#### Поредица „Смели жени между изкуството и любовта“ (Mutige Frauen zwischen Kunst und Liebe)
- Rendezvous im Café de Flore (2016)
Рандеву в „Кафе дьо Флор“, изд.: ИК „Емас“, София (2017), прев. Ваня Пенева
- Die Muse von Wien (2018)
Музата на Виена, изд.: ИК „Емас“, София (2019), прев. Величка Стефанова
- Frida Kahlo und die Farben des Lebens (2019)
Фрида Кало и цветовете на живота, изд.: ИК „Емас“, София (2020), прев. Ваня Пенева
- Die Frau von Montparnasse (2021)
Жената от Монпарнас, изд.: ИК „Емас“, София (2022), прев. Величка Стефанова

от поредицата има още 16 романа от различни автори – Ан Жирар, Глория Голдрайх, Анабел Абс, Мери Бесон, Мишел Марли, Каролине Бернард, Валери Трирвайлер, Лена Йохансон, Софи Бенедикт, Хайди Рен, и др.